# Championnat d'Inde de football 2008-2009
Navigation
Saison suivante Saison suivante
La saison 2008-2009 du Championnat d'Inde de football est la treizième édition du championnat national de première division indienne. Les douze meilleurs clubs du pays prennent part au championnat organisé par la fédération. Les équipes sont regroupées au sein d'une poule unique, où elles rencontrent leurs adversaires deux fois, à domicile et à l'extérieur. À l'issue du championnat, les deux derniers du classement sont relégués et remplacés par les quatre meilleurs clubs de deuxième division, pour faire passer le championnat à 14 équipes.
C'est le club de Churchill Brothers SC qui remporte la compétition après avoir terminé en tête du classement final, avec trois points d'avance sur le duo Mohun Bagan-Sporting Clube do Goa. C'est le tout premier titre de champion d'Inde de l'histoire du club.

## Les clubs participants
| - JCT Mills - Kingfisher East Bengal - Churchill Brothers SC - Mohammedan SC - Promu de D2 - Sporting Clube do Goa - Vasco Sports Club - Promu de D2 | - Mumbai FC - Promu de D2 - Dempo SC - Mahindra United - Mohun Bagan - Air India Club - Chirag United SC - Promu de D2 |

## Compétition
Le classement est établi sur le barème de points classique (victoire à 3 points, match nul à 1, défaite à 0).

### Classement
| Rang | Équipe                   | Pts | J  | G  | N | P  | Bp | Bc | Diff |
| ---- | ------------------------ | --- | -- | -- | - | -- | -- | -- | ---- |
| 1    | Churchill Brothers SC    | 46  | 22 | 13 | 7 | 2  | 53 | 23 | +30  |
| 2    | Mohun Bagan              | 43  | 22 | 13 | 4 | 5  | 30 | 20 | +10  |
| 3    | Sporting Clube do Goa    | 43  | 22 | 13 | 4 | 5  | 28 | 20 | +8   |
| 4    | Dempo SC T               | 31  | 22 | 8  | 7 | 7  | 35 | 26 | +9   |
| 5    | Mahindra United          | 31  | 22 | 8  | 7 | 7  | 28 | 22 | +6   |
| 6    | Kingfisher East Bengal C | 28  | 22 | 7  | 7 | 8  | 31 | 26 | +5   |
| 7    | Mumbai FC P              | 28  | 22 | 7  | 7 | 8  | 22 | 27 | -5   |
| 8    | Chirag United SC P       | 26  | 22 | 6  | 8 | 8  | 20 | 26 | -6   |
| 9    | JCT Mills                | 25  | 22 | 6  | 7 | 9  | 19 | 22 | -3   |
| 10   | Air India Club           | 24  | 22 | 5  | 9 | 8  | 21 | 26 | -5   |
| 11   | Mohammedan SC P          | 22  | 22 | 5  | 7 | 10 | 17 | 31 | -14  |
| 12   | Vasco Sports Club P      | 10  | 22 | 2  | 4 | 16 | 14 | 49 | -35  |

|  | Qualification pour la Ligue des champions de l'AFC 2010                          |
|  | Qualification pour la Coupe de l'AFC 2010                                        |
|  | Relégation directe en deuxième division                                          |
|  | T: Tenant du titre P: Promu de deuxième division C: Vainqueur de la Coupe d'Inde |

## Bilan de la saison
| Championnat d'Inde de football 2008-2009                        |                                   |
| Champion                                                        | Churchill Brothers SC (1er titre) |
| Coupes et trophées                                              |                                   |
| Vainqueur de la Coupe d'Inde 2008-2009                          | Kingfisher East Bengal            |
| Qualifications continentales                                    |                                   |
| Ligue des champions de l'AFC 2010 (barrages)                    | Churchill Brothers SC             |
| Coupe de l'AFC 2010                                             | Kingfisher East Bengal            |
| Promotions et relégations                                       |                                   |
| Promus en Championnat d'Inde de football                        | Pune FC                           |
| Promus en Championnat d'Inde de football                        | Viva Kerela                       |
| Promus en Championnat d'Inde de football                        | Shillong Lajong FC                |
| Promus en Championnat d'Inde de football                        | Salgaocar SC                      |
| Relégués en Championnat d'Inde de football de deuxième division | Mohammedan SC                     |
| Relégués en Championnat d'Inde de football de deuxième division | Vasco Sports Club                 |